# Harwich Force
La Harwich Force fu una squadra navale britannica attiva durante la prima guerra mondiale. Essa era basata nel porto di Harwich, da cui il nome, e formata da incrociatori e cacciatorpediniere; il suo scopo era quello di contrastare le incursioni delle navi di superficie della Kaiserliche Marine tedesca nel Canale della Manica.
La forza venne stabilita nell'aprile 1914 dall'Ammiragliato britannico come "Destroyer Flotillas of First Fleet," , ed ebbe quasi sempre per comandante l'ammiraglio Reginald Tyrwhitt.
La sua composizione era di due incrociatori leggeri e due flottiglie di cacciatorpediniere, ognuna con un incrociatore leggero come conduttore di flottiglia. La Forza partecipò a varie operazioni importanti come il Bombardamento di Yarmouth e Lowestoft e la Battaglia dello Jutland.